# Foa (ö)

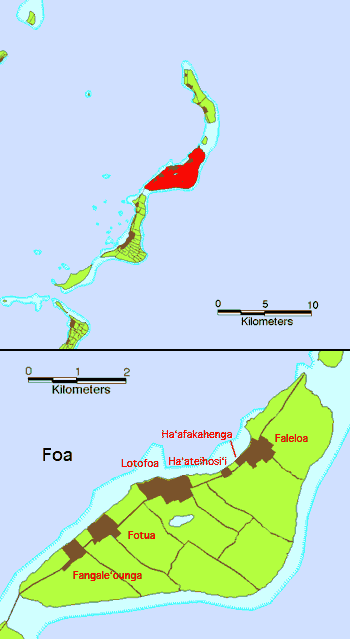
Foa och dess läge inom Ha'apai.

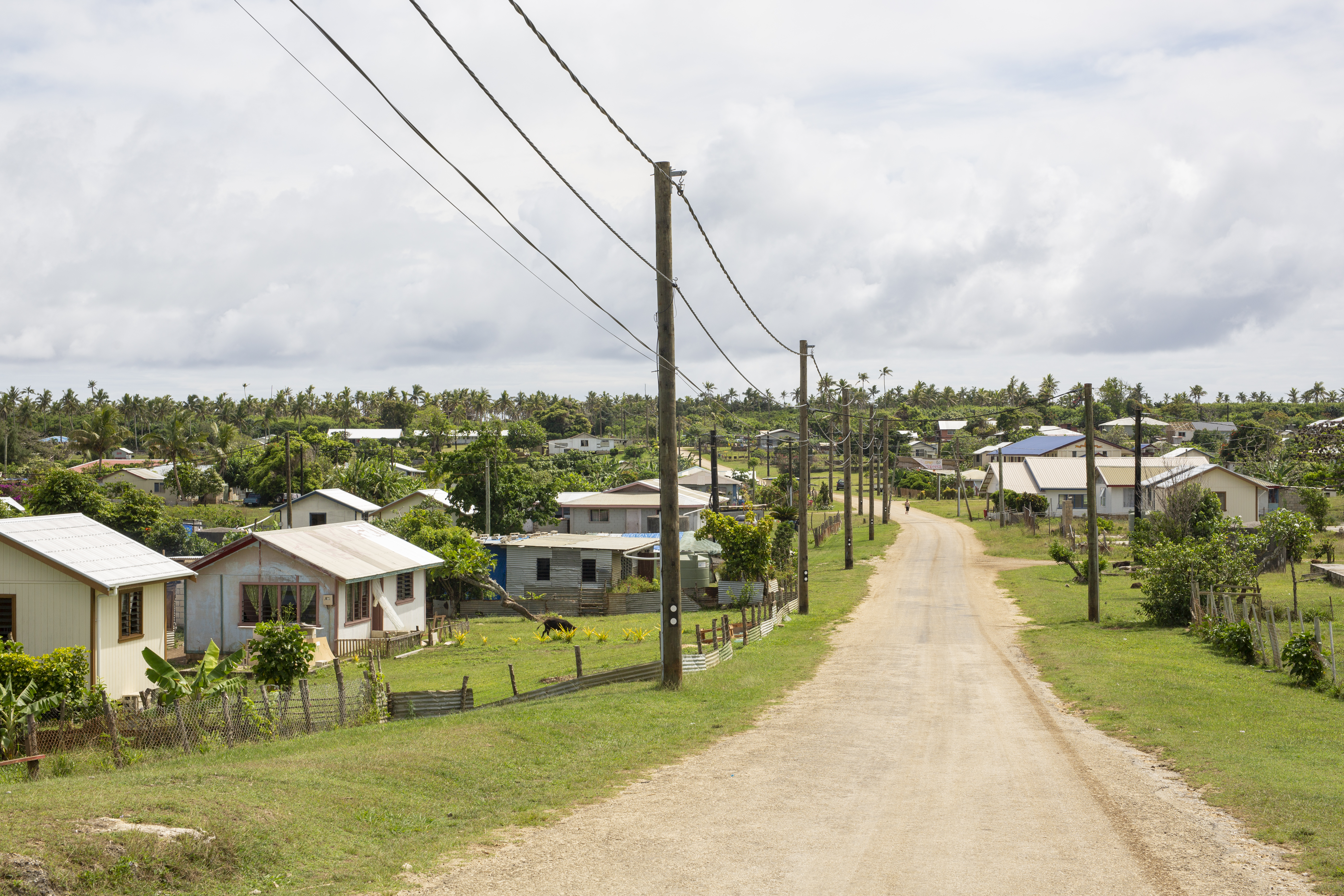
Faleloa på östra delen av Foa

Foa är en ö i Tonga. Det tillhör ögruppen Ha'apai i mitten av landet, nordöst om huvudstaden Nukuʻalofa.
Foa är sammanbunden med den angänsande ön Lifuka genom en bro. Avståndet till grannön är 640 meter.
Öns area är 13,39 km². År 1996 var befolkningen 1 434 personer. Den hade stigit till 1 485 år 2006.